# خولیان لوپز (بازیکن فوتبال، زاده ۱۹۸۷)
خولیان لوپز (انگلیسی: Julián López؛ زادهٔ ۲۷ فوریهٔ ۱۹۸۷) بازیکن فوتبال اهل اسپانیا است.
از باشگاه‌هایی که در آن بازی کرده‌است می‌توان به باشگاه فوتبال اسپانیول اشاره کرد.